# Miltinus maculipennis
Miltinus maculipennis är en tvåvingeart som först beskrevs av John Obadiah Westwood 1841.  Miltinus maculipennis ingår i släktet Miltinus och familjen Mydidae. Inga underarter finns listade i Catalogue of Life.